# Valerij Kobzarenko

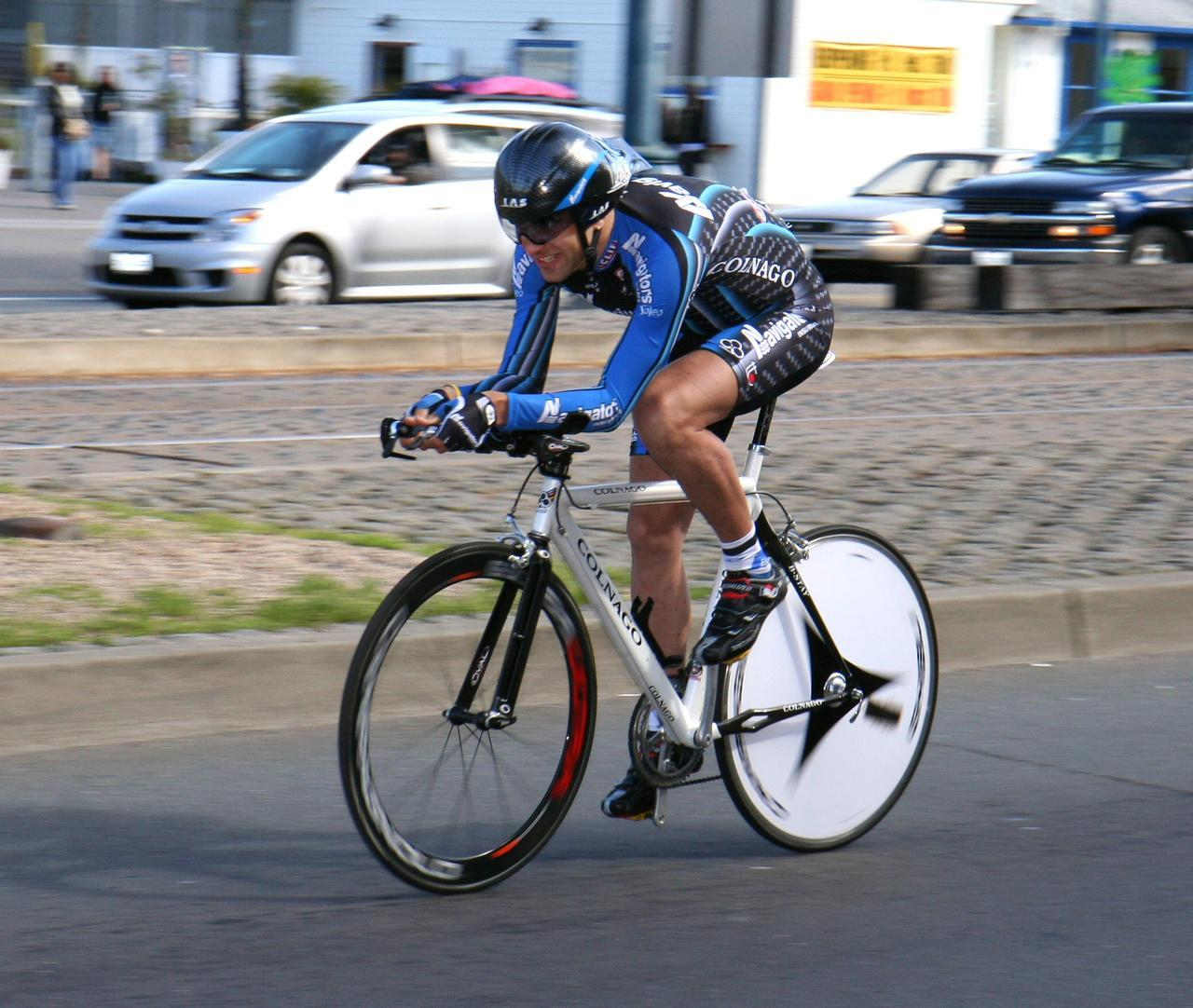
Valerij Kobzarenko.

Valerij Kobzarenko, ukrainska: Валерій Кобзаренко, född 5 februari 1977 i Kiev, Ukrainska SSR, Sovjetunionen, är en professionell cyklist som är mest känd för att ha vunnit GP de Beauce 2006.
Kobzarenko blev professionell 2004 med Acqua & Sapone-Caffè Mokambo. Inför säsongen 2005 gick han över till det amerikanska stallet Navigators Insurance Cycling Team och stannade med dem tills sponsorn hoppade av. Under sina år med stallet tog han hem slutsegern i Tour de Beauce 2006. Under samma tävling vann han också den första etappen.
Under säsongen 2008 cyklade han för det nystartade stallet Team Type 1. Under sitt första år med stallet vann han Tour of Somerville. Han slutade också tvåa på etapp 6 av Tour de Taiwan och på etapp 4a av Tour de Beauce. Två år senare tog han hem andra platsen i Marocko Runt bakom	Dean Podgornik.

## Resultat
1998
- 2:a Världsmästerskapen i lagförföljelse

2005
- 2:a, etapp – Hesse Raunfaund

2006
- 1:a, Tour de Beauce
- 1:a, etapp 1 - Tour de Beauce
- 2:a, etapp 3 - Cascade Cycling Classic
- 2:a, etapp 4a - Tour de Beauce
- 3:a, etapp 3 - Tour de Beauce

2008
- 1:a, Tour of Somerville
- 2:a, etapp 6, Tour de Taiwan
- 2:a, etapp 4a, Tour de Beauce

2010
- 2:a, etapp 1, Marocko Runt
- 2:a, Marocko Runt
- 3:a, etapp 3 Tour de Beauce
- 3:a, Tour de Ribas

## Stall
- Maestro-Nella 2003
- Acqua & Sapone 2004–2005
- Navigators Insurance Cycling Team 2006–2007
- Team Type 1 2008–2011
- Suren Cycling Team 2012
- Kolss Cycling Team 2013